# Campeonato da Oceania Juvenil de Atletismo de 2011
O Campeonato da Oceania Juvenil de Atletismo de 2011 foi a 11ª edição da competição organizada pela Associação de Atletismo da Oceania para atletas com menos de 18 anos, classificados como juvenil. O campeonato foi realizado entre os dias 10 a 14 de março de 2011 em conjunto com Campeonato da Austrália de Atletismo Júnior (Sub-14 a sub-20). Teve como sede o Centro Olímpico de Sydney, na cidade de Sydney, na Austrália, sendo disputadas 40 provas (20 masculino, 20 feminino). Contou com 3 países, sendo 2 nacionalidades + 8 estados e territórios da Austrália.

## Medalhistas
Os resultados completos podem ser encontrados nos sites da Athletics Australia  e na história mundial do atletismo júnior.

### Masculino
| Evento                      | Ouro                                                                        | Ouro     | Prata                                                                        | Prata    | Bronze                                                                    | Bronze   |
| --------------------------- | --------------------------------------------------------------------------- | -------- | ---------------------------------------------------------------------------- | -------- | ------------------------------------------------------------------------- | -------- |
| 100 metros                  | Jarrod Geddes Nova Gales do Sul                                             | 10.45 w  | Hugh Donovan Queensland                                                      | 10.49 w  | Julian Roussety Nova Gales do Sul                                         | 10.62 w  |
| 200 metros                  | Joshua Hawkins · Nova Zelândia                                              | 21.38    | Hugh Donovan Queensland                                                      | 21.60    | Rod Wainwright Nova Gales do Sul                                          | 21.79    |
| 400 metros                  | Jack Sheridan Vitória                                                       | 47.32    | Jarryd Buchan Vitória                                                        | 47.36    | Max Waldron Tasmânia                                                      | 47.76    |
| 800 metros                  | Timas Harik Vitória                                                         | 1:54.69  | Robert Dredge Nova Gales do Sul                                              | 1:54.72  | Jordan Gusman Nova Gales do Sul                                           | 1:55.62  |
| 1 500 metros                | Jack Curran Queensland                                                      | 3:53.78  | Kyle Martin-Alcaide Vitória                                                  | 3:55.82  | Kieron McDonald · Nova Zelândia                                           | 3:56.74  |
| 3 000 metros                | Luke Hargreaves Austrália Meridional                                        | 8:27.68  | Patrick Tiernan Queensland                                                   | 8:33.57  | Jacob Cocks Austrália Meridional                                          | 8:39.53  |
| 5 km marcha atlética        | Brad Aiton Queensland                                                       | 21:27.09 | Matthew Holcroft · Nova Zelândia                                             | 22:36.29 | Steven Washburn Nova Gales do Sul                                         | 23:09.22 |
| 110 metros barreiras        | Jack Edwards Nova Gales do Sul                                              | 13.89    | Joshua Hawkins · Nova Zelândia                                               | 14.01    | Anthony Collins Queensland                                                | 14.04    |
| 400 metros barreiras        | Jack Bangel Nova Gales do Sul                                               | 52.13    | George Freeman Queensland                                                    | 52.58    | Christian Lozada Nova Gales do Sul                                        | 52.76    |
| 2.000 metros com obstáculos | Jacob Cocks Austrália Meridional                                            | 5:56.72  | Nathan Derriman Nova Gales do Sul                                            | 6:09.73  | Julian Watkins Queensland                                                 | 6:17.81  |
| 4×100 metros estafetas      | Nova Gales do Sul Julian Roussety Jarrod Geddes Abdel Elkout Rod Wainwright | 41.25    | Queensland Luke Wilkinson Hugh Donovan Loxley Davies Anthony Collins         | 42.14    | Nova Zelândia · Joshua Hawkins · Blair Grant · Jonty Rae · Dalton Coppins | 42.39    |
| 4×400 metros estafetas      | Vitória Adam Fegan Will Johns Jarryd Buchan Jack Sheridan                   | 3:19.14  | Nova Gales do Sul Benjamin Ambrose Jackson Lowe Jack Bangel Christian Lozada | 3:22.15  | Queensland Jay Meaney Jack Aird Ben Seymour Samuel Cook                   | 3:22.39  |
| Salto em altura             | David Snowdon Nova Gales do Sul                                             | 2.10     | David Fulton Queensland                                                      | 1.96     | William Fry Austrália Meridional                                          | 1.96     |
| Salto com vara              | Brodie Cross Vitória                                                        | 4.55     | Jack Ingram Vitória                                                          | 4.25     | Angus McLardie Vitória                                                    | 3.70     |
| Salto em comprimento        | Jake Stein Nova Gales do Sul                                                | 7.15     | Angus Gould Território da Capital Australiana                                | 6.99     | Khaele Bowen Queensland                                                   | 6.98     |
| Salto triplo                | Benjamin Cox Nova Gales do Sul                                              | 14.37    | Jagmandip Gill Vitória                                                       | 14.02    | Tom Hardeman Vitória                                                      | 13.31    |
| Arremesso de peso           | Jake Stein Nova Gales do Sul                                                | 16.78    | Alex Fafeita · Nova Zelândia                                                 | 16.51    | Cruz Hogan Austrália Ocidental                                            | 15.61    |
| Lançamento de disco         | Mitchell Cooper Queensland                                                  | 55.87    | Jake Stein Nova Gales do Sul                                                 | 53.10    | Richard Callister · Nova Zelândia                                         | 50.93    |
| Lançamento do martelo       | Alex Fafeita · Nova Zelândia                                                | 59.84    | Jack Dalton Vitória                                                          | 59.48    | Lachlan Freestone Vitória                                                 | 53.74    |
| Lançamento do dardo         | William White Queensland                                                    | 71.56    | Elliott Lang Nova Gales do Sul                                               | 71.23    | Darren Howard Austrália Ocidental                                         | 68.74    |

### Feminino
| Evento                      | Ouro                                                                  | Ouro     | Prata                                                                    | Prata    | Bronze                                                                          | Bronze   |
| --------------------------- | --------------------------------------------------------------------- | -------- | ------------------------------------------------------------------------ | -------- | ------------------------------------------------------------------------------- | -------- |
| 100 metros                  | Sophie Taylor Vitória                                                 | 11.70 w  | Monica Brennan Vitória                                                   | 11.83 w  | Tavleen Singh Nova Gales do Sul                                                 | 12.13 w  |
| 200 metros                  | Sophie Taylor Vitória                                                 | 24.15    | Monica Brennan Vitória                                                   | 24.26    | Angela Byrne Vitória                                                            | 24.79    |
| 400 metros                  | Alexandra Bulic Vitória                                               | 55.76    | Abbey De La Motte Tasmânia                                               | 55.81    | Eliza Bowers Queensland                                                         | 55.82    |
| 800 metros                  | Anna Laman Nova Gales do Sul                                          | 2:06.49  | Jenny Blundell Nova Gales do Sul                                         | 2:08.66  | Rochelle Kennedy Vitória                                                        | 2:09.63  |
| 1 500 metros                | Anna Laman Nova Gales do Sul                                          | 4:22.94  | Katelyn Simpson Queensland                                               | 4:23.31  | Hannah Wrigley Nova Gales do Sul                                                | 4:29.03  |
| 3 000 metros                | Leshay Wells Queensland                                               | 9:53.82  | Helen Baade Queensland                                                   | 9:57.56  | Natalea Smith Tasmânia                                                          | 9:58.03  |
| 5 km marcha atlética        | Amy Bettiol Nova Gales do Sul                                         | 24:10.73 | Amy Burren Vitória                                                       | 24:25.44 | Jessica Pickles Queensland                                                      | 24:53.27 |
| 100 metros barreiras        | Abbie Taddeo Nova Gales do Sul                                        | 13.46 w  | Taneille Crase Queensland                                                | 13.72 w  | Margaret Gayen Austrália Meridional                                             | 13.94 w  |
| 400 metros barreiras        | Chloe Jamieson Território da Capital Australiana                      | 60.37    | Sarah Carli Nova Gales do Sul                                            | 60.86    | Tatum Shaw Queensland                                                           | 61.11    |
| 2.000 metros com obstáculos | Leila Johnson Austrália Meridional                                    | 7:07.82  | Alanah Hayes Vitória                                                     | 7:25.36  | Holly Ratajec Nova Gales do Sul                                                 | 8:11.50  |
| 4×100 metros estafetas      | Vitória Brittany Burkitt Angela Byrne Sophie Taylor Monica Brennan    | 46.73    | Nova Gales do Sul Samantha Hulme Tavleen Singh Dejanee Defoe Ella Nelson | 47.21    | Queensland Taneille Crase Stevie-Marie Murdoch Monique Hastie Larissa Chambers  | 47.63    |
| 4×400 metros estafetas      | Vitória Rebecca Luke Adelaide Robertson Renee Doggett Alexandra Bulic | 3:50.21  | Queensland Emma Lawrence Tatum Shaw Taylor Mccann Eliza Bowers           | 3:50.87  | Nova Gales do Sul Tia O'Carroll Jess Stafford Jacarna Bain-Fenton Dejanee Defoe | 3:51.76  |
| Salto em altura             | Kaitlin Morgan Tasmânia                                               | 1.86     | Keeley O'Hagan · Nova Zelândia                                           | 1.76     | Emily Crutcher Nova Gales do Sul                                                | 1.76     |
| Salto com vara              | Paris McCathrion Vitória                                              | 3.90     | Liz Parnov Austrália Ocidental                                           | 3.85     | Madeline Lawson Vitória                                                         | 3.50     |
| Salto em comprimento        | Margaret Gayen Austrália Meridional                                   | 5.89     | Demii Maher-Smith Queensland                                             | 5.79     | Natalie Apikotoa Nova Gales do Sul                                              | 5.74     |
| Salto triplo                | Demii Maher-Smith Queensland                                          | 12.64 w  | Natalie Apikotoa Nova Gales do Sul                                       | 12.61 w  | Kaitlin Morgan Tasmânia                                                         | 12.57 w  |
| Arremesso de peso           | Filoi Aokuso Nova Gales do Sul                                        | 14.27    | Taylah Sengul Nova Gales do Sul                                          | 13.72    | Siositina Hakeai · Nova Zelândia                                                | 13.59    |
| Lançamento de disco         | Filoi Aokuso Nova Gales do Sul                                        | 49.56    | Keshia McGrath-Volau Queensland                                          | 47.16    | Taylah Sengul Nova Gales do Sul                                                 | 46.97    |
| Lançamento do martelo       | Danielle McConnell Tasmânia                                           | 56.16    | Rebecca Direen Tasmânia                                                  | 48.63    | Roxanne Kellow Vitória                                                          | 45.38    |
| Lançamento do dardo         | Monique Cilione Vitória                                               | 52.16    | Wasie Toolis Queensland                                                  | 47.12    | Winifred Parker Queensland                                                      | 38.70    |

## Quadro de medalhas (não oficial)
| Ordem | País                              | Medalha de ouro | Medalha de prata | Medalha de bronze | Total |
| ----- | --------------------------------- | --------------- | ---------------- | ----------------- | ----- |
| 1     | Nova Gales do Sul                 | 14              | 10               | 12                | 36    |
| 2     | Vitória                           | 11              | 9                | 7                 | 27    |
| 3     | Queensland                        | 6               | 13               | 9                 | 28    |
| 4     | Austrália Meridional              | 4               | 0                | 3                 | 7     |
| 5     | Nova Zelândia                     | 2               | 4                | 4                 | 10    |
| 6     | Tasmânia                          | 2               | 2                | 3                 | 7     |
| 7     | Território da Capital Australiana | 1               | 1                | 0                 | 2     |
| 8     | Austrália Ocidental               | 0               | 1                | 2                 | 3     |
| Total | Total                             | 40              | 40               | 40                | 120   |

## Participantes (não oficial)
Uma contagem não oficial gera o número de cerca de 356 atletas de 3 nacionalidades. 331 atletas eram dos 8 estados e territórios australianos:
| - Território da Capital Australiana - Nova Gales do Sul - Território do Norte | - Queensland - Austrália Meridional - Tasmânia | - Vitória - Austrália Ocidental |

25 atletas de 2 outras nacionalidades membros e associados da AAO:
| - Fiji (2) | - Nova Zelândia (23) |